# Union Basketball Club Sankt Pölten
I Chin Min Dragons U.B.C. Sankt Pölten (fino al 2012 denominato Union Basketball Club St. Pölten e conosciuto anche come U.B.C. St. Pölten), è una società cestistica avente sede a Sankt Pölten, in Austria. Fondata nel 1955 come U.K.J. St. Pölten, nel 2007, dopo il fallimento della società, nacque l'UBC. Gioca nella 2. Basketball Bundesliga, secondo livello del campionato di pallacanestro austriaco.

## Palmarès
- Campionato austriaco: 6

1993, 1995, 1996, 1997, 1998, 1999
- Coppa d'Austria: 3

1994, 1996, 1998